# San Martino al Cimino
San Martino al Cimino is een frazione, een plaats in de Italiaanse provinciehoofdstad Viterbo, zo'n 6 km ten zuiden van het stadscentrum. De plaats ligt rond de voormalige Cisterciënzersabdij met dezelfde naam.
De frazione ligt langs de Via Francigena. De Monti Cimini is de hoogste berg in de omgeving en ligt tussen het plaatsje en het Vicomeer.